# ثمينة (فلم)
الثمينة، هو فيلم درامي أمريكي صدر عام 2009، من إخراج لي دانييلز، ومستوحى من رواية «دفع» التي كتبتها سافير ياقوت عام 1996. كتب السيناريو جيفري سي. فليتشر. الفيلم من بطولة غابوري سيديبي، مونيك، ماريا كاري، ليني كرافيتز، شيري شبرد، وبولا باتون.
لاقى الفيلم استحسانًا كبيرًا في مهرجان صندانس السينمائي ومهرجان كان السينمائي لعام 2009، حيث عُرض تحت عنوانه الأصلي «دفع: استنادًا إلى رواية ياقوت». في مهرجان صندانس، حصل الفيلم على جائزة الجمهور وجائزة لجنة التحكيم الكبرى لأفضل دراما، إضافة إلى جائزة لجنة التحكيم الخاصة لأداء الممثلة المساعدة مونيك.
بعد العرض في صندانس، أعلن المنتج تايلر بيري، بالتعاون مع أوبرا وينفري، عن دعم ترويجي للفيلم، الذي صدر لاحقًا عبر شركة ليونزجيت إنترتينمنت. كما حصل الفيلم على جائزة اختيار الجمهور في مهرجان تورونتو السينمائي الدولي في سبتمبر 2009. ولتفادي الالتباس مع فيلم حركة صدر في نفس العام بعنوان «دفع»، تم تغيير اسم الفيلم إلى «الثمينة: استنادًا إلى رواية دفع بواسطة ياقوت».
صدر الفيلم بشكل محدود في أمريكا الشمالية في 6 نوفمبر 2009، ثم توسع عرضه في 20 نوفمبر. تلقى الفيلم مراجعات إيجابية من النقاد، الذين أشادوا بأداء غابوري سيديبي ومونيك، بالإضافة إلى القصة والرسالة التي يحملها الفيلم. حقق «الثمينة» نجاحًا تجاريًا ملحوظًا، محققًا أكثر من 63 مليون دولار مقابل ميزانية تقدّر بـ10 ملايين دولار.
نال الفيلم ستة ترشيحات في حفل توزيع جوائز الأوسكار الثاني والثمانين، من بينها أفضل فيلم، وأفضل مخرج للي دانييلز، وأفضل ممثلة لغابوري سيديبي. فازت مونيك بجائزة أفضل ممثلة مساعدة، كما فاز جيفري فليتشر بجائزة أفضل سيناريو مقتبس، ليصبح أول أمريكي من أصل أفريقي يحصل على هذه الجائزة في تاريخ الأوسكار.

## القصة
تعيش كليريس بريشوس جونز البالغة من العمر 16 عاماً مع والدتها ماري في حي هارلم بنيويورك. تعاني بريشوس من إساءة جسدية وجنسية ولفظية متواصلة من والدتها، كما تعرضت للاغتصاب من قبل والدها كارل (الذي لم يعد موجوداً)، مما أدى إلى حملين. تعيش العائلة في مسكن مدعوم من الحكومة وتعتمد على الإعانة الاجتماعية. لدى بريشوس ابنة مصابة بمتلازمة داون تُدعى "مونغو"، تعيش مع الجدة، لكن والدتها تجبر الجميع على التظاهر بأن مونغو تعيش معهم ليحصلوا على أموال إضافية من الدولة.
عندما يُكتشف حمل بريشوس الثاني، تساعدها مديرة مدرستها السيدة ليختنشتاين على الالتحاق ببرنامج مدرسي بديل يُدعى "كل واحد يعلم واحداً". تجد بريشوس في هذا البرنامج فرصة للهروب من واقعها المؤلم عبر المشاركة فيه والتعلم، كما تبدأ في تكوين علاقات مع معلمات وزميلات لهن خلفيات صعبة مثلهن.
تتعلم بريشوس القراءة والكتابة بمساعدة معلمتها السيدة رين، وتلتقي بالأخصائية الاجتماعية السيدة فايس التي تكتشف تعرض بريشوس للاعتداء الجنسي من والدها. أثناء سردها قصة في الفصل، تلد بريشوس ابناً سليماً اسمه عبد، وتتعرف على مساعد تمريض يدعى جون مكفادين.
بعد عودتها إلى المنزل، تهدد والدتها بالاحتفاظ بالطفل، لكنها تسقطه عمداً وتهاجم بريشوس، مما يدفع بريشوس للهرب مع عبد واللجوء إلى مدرستها. تجدها السيدة رين في الصباح التالي، وتحاول دون جدوى إيجاد مأوى لهم، فتقرر إيواءهما مؤقتاً في منزلها.
فيما بعد، تخبر ماري بريشوس بوفاة والدها بسبب الإيدز، وتكتشف بريشوس أنها مصابة بالفيروس لكن ابنها سليم. تمر بريشوس بفترة اكتئاب، لكنها تستعيد الأمل عندما تقرأ ملفها مع زملائها وتشاركهم قصتها. عندما تواجه والدتها في مكتب السيدة فايس، تعترف ماري بأنها تكره بريشوس لأنها "سرقت رجلها" وسمحت له بالاعتداء عليها، فتنفصل بريشوس عنها نهائياً وتقرر رعاية أطفالها بمفردها.
تخطط بريشوس لإكمال دراستها والحصول على دبلوم معادلة المدرسة الثانوية ثم الالتحاق بالجامعة، وتمشي في المدينة مع أطفالها مستعدة لبدء حياة جديدة ومستقبل أكثر إشراقاً.

## روابط خارجية
- مقالات تستعمل روابط فنية بلا صلة مع ويكي بيانات